# Einfarblaufsittich
Der Einfarblaufsittich (Cyanoramphus unicolor) oder Einfarbsittich ist eine Papageienart aus der Gattung der Kakarikis oder Laufsittiche (Cyanoramphus).

## Beschreibung
Diese Sittichart erreicht eine Größe von 29 cm bei den Hennen und zu bis zu 32 cm bei den Hähnen. Das Gewicht beträgt bis zu 136 Gramm. Damit ist er die größte Art in der Gattung der Laufsittiche. Das Gefieder ist größtenteils grün. Die Brust, der Bauch und die Unterschwanzdecken sind gelbgrün. Die Flügeldecken und die breiten Federinnenseiten sind violett-blau. Der Schnabel weist eine helle silbergraue Tönung auf und hat eine schwarze Spitze. Der Kopf ist grün. Die Augen sind orange, und die Füße sind grau gefärbt. Sein Ruf besteht aus einer hohen Bandbreite von ratternden Tönen. Die Tonhöhe ist niedriger als bei anderen Laufsitticharten.

## Lebensraum und Verbreitung
Der Einfarblaufsittich ist endemisch auf den Antipoden-Inseln, einer kleinen Inselgruppe südöstlich von Neuseeland. Er hält sich mit Vorliebe in Gebieten mit Poa literosa auf, einer Rispengrasart, die vornehmlich auf Küstenhängen wächst.

## Lebensweise
Seine Nahrung besteht aus den Blättern des Tussockgrases sowie aus Seggen, Blüten und Beeren; offenbar verschmäht er aber auch Aas nicht, weil man ihn schon an toten Pinguinkörpern gesehen hat. In menschlicher Obhut werden fünf bis sechs Eier gelegt, in freier Wildbahn werden meist allerdings nur ein bis drei Junge großgezogen. Diese Sittiche können über zehn Jahre alt werden.

## Einfarblaufsittich und Mensch
Der Einfarblaufsittich ist heute nicht ernsthaft gefährdet. 1907 wurden einige Exemplare nach Kapiti Island gebracht, wo sie 20 Jahre lang überlebt haben. Am häufigsten ist er auf der Hauptinsel der Antipoden, Antipodes Island (20 km²), und auf Bollons Island (0,5 km²) anzutreffen. Seltener ist er auf den Inseln Leeward (0,1 km²), Inner Windward (0,1 km²) und Archway (0,1 km²). Seit 1978 liegt der Bestand stabil bei 2000 bis 3000 Exemplaren. Aufgrund des kleinen Verbreitungsgebietes könnte aber eine ernsthafte Gefahr die versehentliche Einfuhr von Ratten, Wieseln und Mäusen sein, und deshalb wurde er von der IUCN als gefährdet (vulnerable) eingestuft. Er steht im Anhang II des CITES-Abkommens. Der Einfarblaufsittich ist ein beliebter Volierenvogel auf Neuseeland, wo er auch gut brütet. In Europa wurde er allerdings selten eingeführt und wird hier heutzutage vermutlich nicht mehr gehalten.